# ACE Career Achievement Award
Der ACE Career Achievement Award wird von der Vereinigung der American Cinema Editors seit 1988 anlässlich der jährlichen Verleihung der Eddies (ACE Awards) für das Lebenswerk von Filmeditoren vergeben.

## Preisträger des ACE CAA
- 1988: Barbara McLean, Gene Milford
- 1989: Warren Low, Dorothy Spencer
- 1990: Margaret Booth, Elmo Williams
- 1991: William H. Reynolds, Ralph E. Winters
- 1992: Harold F. Kress, Charles Nelson
- 1993: Rudi Fehr, Robert Swink
- 1994: Dede Allen, Gene Ruggiero
- 1995: David Bretherton, Anne V. Coates
- 1996: Desmond Marquette, Aaron Stell

Seit 1997 wird in der Regel jeweils ein Kinofilm- und ein Fernseh-Editor ausgezeichnet:
- 1997: Harry W. Gerstad (Kino), Fred W. Berger (TV)
- 1998: Gerry Hambling (Kino), John Woodcock (TV)
- 1999: John Bloom (Kino), Arthur Schneider (TV)
- 2000: Marjorie Fowler (Kino), Dann Cahn (TV)
- 2001: Fredric Steinkamp (Kino), Stanley Frazen (TV)
- 2002: Antony Gibbs (Kino), George Watters (TV)
- 2003: Tom Rolf (Kino), John F. Burnett (Kino/TV)
- 2004: Donn Cambern (Kino), John A. Martinelli (TV)
- 2005: Jim Clark (Kino), David E. Blewitt (Kino/TV)
- 2006: Terry Rawlings (Kino), Edward M. Abroms (TV)
- 2007: Frank J. Urioste (Kino), John Soh (TV)
- 2008: Bud S. Smith (Kino), Millie Moore (Kino/TV)
- 2009: Arthur Schmidt (Kino), Sidney Katz (Kino/TV)
- 2010: Neil Travis (Kino), Paul LaMastra (TV)
- 2011: Michael Kahn (Kino), Michael Brown (TV)
- 2012: Joel Cox (Kino), Doug Ibold (TV)
- 2013: Richard Marks (Kino), Larry Silk (TV)
- 2014: Richard Halsey (Kino), Robert C. Jones (Kino)
- 2015: Gerald B. Greenberg (Kino), Diane Adler (TV)
- 2016: Carol Littleton (Kino), Ted Rich (TV)
- 2017: Thelma Schoonmaker (Kino), Janet Ashikaga (TV)
- 2018: Mark Goldblatt (Kino), Leon Ortiz-Gil (TV)
- 2019: Craig McKay (Kino), Jerrold L. Ludwig (TV)
- 2020: Alan Heim (Kino), Tina Hirsch (TV)
- 2021: Lynzee Klingman (Kino), Sidney Wolinsky (TV)
- 2022: Richard Chew (Kino), Lillian E. Benson (TV)
- 2023: Don Zimmerman (Kino), Lynne Willingham (TV)
- 2024: Walter Murch (Kino), Kate Amend (TV)
- 2025: Paul Hirsch (Kino), Maysie Hoy (TV)